# Clematis 'Anders'
Clematis 'Anders' — сорт клематиса (ломоноса). Одна из форм Clematis macropetala. Используется в качестве вьющегося декоративного садового растения.
Сорт назван в честь внука Magnus Johnson.

## Описание сорта
Диплоид.
Высота 2—3 м.
Цветки одиночные, полумахровые, бледно-лавандово-синие, 4—5 см длиной, около 10 см если полностью открыты. Листочки околоцветника в количестве 4, 4—5 см длиной, 1,5 см шириной, на конце заострённые, края со слабым серебристым блеском. Основная масса цветков образуется на старых побегах, но некоторые и на молодых.
Сроки цветения: конец весны, слабое повторное в конце лета.

## Агротехника
Местоположение: солнечные или полутенистые участки. Почвы хорошо дренированные. Достаточно устойчив к мучнистой росе.
Группа обрезки: 1 (не нуждается в обрезке). 
Зона морозостойкости: 3—9.
В качестве опоры могут использоваться деревья и кустарники средней высоты не требующие ежегодной обрезки. Может выращиваться в крупных контейнерах.